# Tipula jacintoensis
Tipula jacintoensis är en tvåvingeart som beskrevs av Alexander 1946. Tipula jacintoensis ingår i släktet Tipula och familjen storharkrankar. Inga underarter finns listade i Catalogue of Life.